# Домбрувно (гміна)
Гмі́на Домбру́вно (пол. Gmina Dąbrówno) — сільська гміна у північній Польщі. Належить до Острудського повіту Вармінсько-Мазурського воєводства.
Станом на 31 грудня 2011 у гміні проживало 4499 осіб.

## Територія
Згідно з даними за 2007 рік площа гміни становила 165.37 км², у тому числі:
- орні землі: 68.00%
- ліси: 12.00%

Таким чином, площа гміни становить 9.37% площі повіту.

## Населення
Станом на 31 грудня 2011:
| Опис     | Загалом | Загалом | Чоловіки | Чоловіки | Жінки | Жінки |
| -------- | ------- | ------- | -------- | -------- | ----- | ----- |
| одиниця  | осіб    | %       | осіб     | %        | осіб  | %     |
| все      | 4499    | 100     | 2340     | 52.01    | 2159  | 47.99 |
| міське   | 0       | 100     | 0        |          | 0     |       |
| сільське | 4499    | 100     | 2340     | 52.01    | 2159  | 47.99 |

## Сусідні гміни
Гміна Домбрувно межує з такими гмінами: Ґрунвальд, Дзялдово, Козлово, Любава, Оструда, Рибно.